# Vicepresidència del Govern de les Illes Balears
La Vicepresidència del Govern de les Illes Balears és un càrrec del Govern de les Illes Balears i és el segon membre més important de l'executiu. Té la tasca de suplir i substituir el President del Govern.

## Llista de Vicepresidents
En el passat el càrrec ha quedat vacant, deixant així períodes sense vicepresident com en el segon mandat de Francesc Antich. També és comú que el vicepresident assumeixi un altre càrrec a part de la vicepresidència.
| #  | Imatge | Nom (Naixement–Mort)               | Mandat              | Mandat              | Mandat           | Partit                       | Altres càrrecs                                                 | Gabinet | Gabinet               |
| #  | Imatge | Nom (Naixement–Mort)               | Inici               | Fi                  | Durada           | Partit                       | Altres càrrecs                                                 | Gabinet | Gabinet               |
| -- | ------ | ---------------------------------- | ------------------- | ------------------- | ---------------- | ---------------------------- | -------------------------------------------------------------- | ------- | --------------------- |
| 1  |        | Joan Huguet i Rotger (1954–)       | 9 de juny 1983      | 22 de setembre 1991 | 8 anys, 105 dies | AP-IB (fins 1989) PP (1989–) |                                                                |         | Cañellas I • II • III |
| 2  |        | Rosa Estaràs Ferragut (1965–)      | 18 de juny 1993     | 18 de juny 1996     | 3 anys, 0 dies   | PP                           | Portaveu del Govern                                            |         | Cañellas III • IV     |
| 3  |        | Pere Sampol Mas (1951–)            | 28 de juliol 1999   | 1 de juliol 2003    | 3 anys, 338 dies | PSM                          | Economia, Comerç i Indústria                                   |         | Antich I              |
| 4  |        | Rosa Estaràs Ferragut (1965–)      | 1 de juliol 2003    | 9 de juliol 2007    | 3 anys, 357 dies | PP                           | Relacions Institucionals                                       |         | Matas II              |
| 5  |        | José Ignacio Aguiló Fuster (1962–) | 7 de setembre 2011  | 2 de maig 2013      | 1 any, 237 dies  | PP                           | Economia, Promoció Empresarial i Ocupació                      |         | Bauzá I               |
| 6  |        | Antonio Gómez Pérez (1958–)        | 2 de maig 2013      | 3 de juliol 2015    | 2 anys, 62 dies  | PP                           | Presidència                                                    |         | Bauzá I               |
| 7  |        | Gabriel Barceló Milta (1967–)      | 3 de juliol 2015    | 13 de desembre 2017 | 2 anys, 163 dies | MÉS                          | Innovació, Recerca i Turisme                                   |         | Armengol I            |
| 8  |        | Isabel Busquets Hidalgo (1973–)    | 18 de desembre 2017 | 2 de juliol 2019    | 1 any, 196 dies  | MÉS                          | Innovació, Recerca i Turisme                                   |         | Armengol I            |
| 9  |        | Juan Pedro Yllanes Suárez (1960–)  | 2 de juliol 2019    | 10 de juliol 2023   | 4 anys, 8 dies   | Independent                  | Transició Energètica, Sectors Productius i Memòria Democràtica |         | Armengol II           |
| 10 |        | Antonio Costa Costa (1976–)        | 10 de juliol 2023   | En el càrrec        | 1 any, 248 dies  | PP                           | Economia, Hisenda i Innovació                                  |         | Prohens               |